# تجهیزات کاربر
در سامانه جهانی مخابرات سیار و فرگشت بلندمدت، تجهیزات کاربر به هر دستگاهی گفته می‌شود که کاربر پایانی، مستقیماً از آن برای برقراری ارتباط استفاده می‌کند. این دستگاه می‌تواند تلفن همراه، یا لپ‌تاپ، یا رایانه با آداپتور سیار پهن‌باند، یا هر دستگاه دیگری باشد. بر پایه مشخصه سری‌های ۱۳۶/۱۲۵ نهاد استانداردهای مخابراتی اروپا و سری‌های ۳۶/۲۵ پروژه مشارکتی نسل سوم شبکه تلفن همراه، تجهیزات کاربر به گره B ایستگاه پایه فرستنده/گیرنده وصل می‌شوند. تجهیزات کاربر، تقریباً همتای ایستگاه سیار در سامانهٔ جهانی ارتباطات سیار (جی‌اس‌ام) است.
رابط هوایی بین تجهیزات کاربر وگره B, "Uu" نامیده می‌شود.

## کاربر
تجهیزات کاربر (User Equipment) به دستگاه‌هایی اطلاق می‌شود که کاربران برای برقراری ارتباط با شبکه‌های مخابراتی از آن‌ها استفاده می‌کنند. این تجهیزات می‌توانند شامل تلفن‌های همراه، لپ‌تاپ‌ها، و تبلت‌ها باشند که به گره B ایستگاه پایه متصل می‌شوند.
اهمیت و نقش
تجهیزات کاربر به عنوان نقطه اتصال بین کاربران و شبکه عمل می‌کنند و انجام وظایفی نظیر مدیریت جابجایی، کنترل تماس، و مدیریت نشست را تسهیل می‌نمایند.
پروتکل‌های ارتباطی
ارتباطات بین تجهیزات کاربر و گره B از طریق پروتکل‌های لایه بی‌دسترسی انجام می‌شود که اطلاعات را بدون تغییر و به‌طور شفاف منتقل می‌کند.
چالش‌ها و روندهای آینده
با پیشرفت تکنولوژی و ورود به دوره 5G و 6G، چالش‌های جدیدی در زمینه امنیت داده‌ها و بهینه‌سازی جابجایی بوجود آمده است. تجهیزات کاربر باید به‌روز شوند تا با این تغییرات سازگار گردند.